# Кулічков Дмитро Сергійович
Дмитро Сергійович Кулічков (нар.. 3 червня 1979, Саратов, Російська РФСР, СРСР) — російський актор театру і кіно.

## Біографія
Дмитро Кулічков народився 3 червня 1979 року. Закінчив Театральний факультет Саратовської державної консерваторії імені Собінова (майстерня народного артиста Росії, професора Олександра Галко) в 2001 році і Школу-студію МХАТ (курс Євгенія Каменьковича) в 2004 році.
З 2004 року — артист театру під керівництвом О. Табакова, також співпрацює з Московським театром юного глядача (грає у виставі «Смак меду»), Московським художнім театром ім. А. П. Чехова.
У кіно дебютував в головній ролі у фільмі «Шукшинські оповідання» (новела «Ораторський прийом»).

## Творчість

### Ролі в театрах

#### Московський театр-студія під керівництвом Олега Табакова
- 2005 — «Розповідь про сім повішених» Леоніда Андрєєва. Режисер: Міндаугас Карбаускіс — Циганок[3]
- 2006 — ПРИГОДИ, складені за поемою М. В. Гоголя «Мертві душі». Режисер: Міндаугас Карбаускіс — Ноздрьов[4]
- 2007 — «Розповідь про щасливу Москву» Андрій Платонов. Режисер: Міндаугас Карбаускіс — Хірург Самбікін[5]

#### Московський художній театр імені А.П.Чехова
- 2004 — «Біла гвардія» М. О. Булгакова. Режисер: Сергій Женовач — Студзинський Олександр Броніславович[6]
- 2004 — «Вишневий сад» А. П. Чехов. Режисер: Адольф Шапіро — Петя Трофимов[7]
- 2004 — «Король Лір» Вільяма Шекспіра. Режисер: Тадасі Судзукі — Регана[8]
- 2006 — «Живи і пам'ятай» Валентина Распутіна. Режисер: Володимир Петров — Андрій Гуськов[9]

### Фільмографія
- 2002 — Шукшинські оповідання (новела «Ораторський прийом») —  Коля Скалкін, шофер
- 2004 — На Верхній Масловці —  Семен Крайчук
- 2005 — Біла гвардія —  Студзинський Олександр Броніславович
- 2005 — Лебединий рай —  Віталій «Псих»
- 2006 — Печорін. Герой нашого часу —  Димов
- 2007 — Інша —
- 2007 — Кремінь —  сержант хирляві
- 2008 — Щасливої дороги —
- 2008 — Москва. Голоси вислизаючих істин —
- 2009 — Бубен, барабан —  моряк
- 2010 — Брестська фортеця —  Карелін, лейтенант, льотчик 123-го винищувального авіаполку
- 2011 — Бабло —  Василь Хлопко, капітан міліції
- 2010 — Глухар. Повернення (епізоди 39-40) —  слідчий Дубцов
- 2011 — Інкасатори — Ігор Стернін (інкасатор)
- 2012 — Спокута —  черговий, капітан
- 2012 — Конвой —  сержант
- 2012 — Жити —  Ігор
- 2012 — Передчуття —  Артур Григорович
- 2012 — Життя і доля —  Сошкін, політрук
- 2012 — Три дні лейтенанта Кравцова —  Ткаченко, командир батальйону
- 2013 — Крапчастий —  Толик («Артист»)
- 2013 — Майор —  Гуторов, батько загиблої дитини
- 2013 — Нюхач —  полковник Пашутін, командир частини
- 2013 — Станиця —  Павло Бережний
- 2013 — Вбити Сталіна —  Григорій Сапатеро, лейтенант держбезпеки, експерт-криміналіст
- 2014 — Дурень —  п'яниця в гуртожитку
- 2014 — Чудотворець —  Тимофій Баранов
- 2014 — Прощай, кохана! —  Олексій Мішкутьонок, експерт
- 2014 — Московський хорт —  Василь
- 2015 — Сьома руна —  Артем Алексєєв, слідчий прокуратури
- 2015 — Пристойні люди —  поліцейський
- 2015 — Райські кущі —  Саяпін
- 2015 — Країна ОЗ —  начальник ОВС
- 2015 — Пікова дама: Чорний обряд —  патологоанатом
- 2016 — Шукач —  Дмитро Олегович Юрков, підполковник поліції
- 2016 — Чорна кішка —  «Сява Мічений», кримінальник
- 2016 — Анна-детектив —  Привалов
- 2016 — Дуелянт —  Чичагов, ротмістр
- 2016 — Дама пік —  Олексій
- 2017 — Наречена —  Тихон, селянський мужик
- 2017 — Штрафник —  Андрій Шестрюгін
- 2017 — Молодіжка. Доросле життя —  Валерій Іванович Поляков, головний тренер хокейного клубу «Електрон» / другий тренер ХК «Бурі ведмеді» / головний тренер ХК «Бурі ведмеді» / головний тренер ХК «армату»
- 2017 — Доктор Ріхтер —  Микола Самохін
- 2017 — Конверт —  Андрій Будник, лейтенант в черговій частині РУВС, колега Марини Озёріной
- 2018 — Селфі —  Микита, один Вікі
- 2018 — Кривава бариня —  Степан, поп
- 2018 — Пілігрим —  оперативник
- 2018 — Рубіж —  майор Орлов
- 2018 — Частка всесвіту —  Євген Максимович Сезонів, головний карантинний лікар
- 2018 — Операція «Сатана» —  Олександр Сергійович Коковкін, лейтенант КДБ
- 2018 — Кислота —  вітчим Карини
- 2018 — Сто днів свободи —  Олександр Олександрович Синичкин
- 2018 — Негода —  Олександр Флеров («Флер»)
- 2018 — Краще, ніж люди —  Вадим, лікар «Швидкої допомоги»
- 2019 — Завод —  «Рябий»
- 2019 — Пікова дама: Задзеркаллі —  слідчий
- 2019 — Тверезий водій —  Микола В'ячеславович, клубний тусовщик, клієнт «тверезого водія»
- 2019 — Формула помсти —  Олександр Сергійович Коковкін, лейтенант КДБ
- 2019 — Зима —  панотець Михайло
- 2019 — Місто-зад —
- 2019 — Зулейха відкриває очі —  Іконніков, художник
- 2019 — Душогуби —  Максим Віталійович Чебукін, ветеран — афганець
- 2020 — Проект «Анна Миколаївна» (1-ша серія) —  Дроздов
- 2020 — Колл-центр —  Сергій, сутенер Джемми
- 2020 — Під прикриттям —  Дмитро Миркін
- 2020 — Вир —  конвоїр
- 2020 — Вовк —  Микола Федорович, бандит
- 2020 — Сержант —  Микола Олександрович Самойлов, підполковник ФСБ, слідчий
- 2020 — Хороша людина —  Олександр Зайцев, губернатор
- 2020 — Калашников —  майор Лебедєв
- 2021 — теорія ймовірності —  слідчий
- 2021 — Кришталевий —  Семен Борисенко («Барс»), кримінальний бізнесмен
- 2021 — Алібі — Рудов